# Querolus
Pour les articles homonymes, voir Querolus (homonymie).
Le Querolus (Le Râleur) est une comédie latine, œuvre d'un auteur anonyme du IVe ou du Ve siècle de notre ère. C'est la dernière pièce de théâtre et l'une des dernières œuvres profanes de la littérature latine de l'Antiquité, et la seule comédie latine ancienne à avoir survécu intégralement en dehors des textes de Plaute et de Térence. 

## Titre et origine
Dans son prologue adressé aux spectateurs, l'auteur commence par annoncer qu'on va « jouer l’Aulularia aujourd'hui » (« Aululariam hodie sumus acturi »), et laisse la liberté quant au choix du titre : « C'est vous qui déciderez, qui jugerez si cette pièce doit s'appeler Querolus ou Aulularia » (« Querolus an Aulularia haec dicatur fabula, vestrum hinc iudicium, vestra erit sententia »). L'archétype des manuscrits existants semble avoir eu pour titre Aulularia, et paraît avoir faussement attribué le texte à Plaute, qui avait également écrit une Aulularia. Les chercheurs modernes utilisent généralement le titre Querolus pour éviter toute confusion. 
La date et le lieu de composition sont incertains. On peut cependant tirer de l'œuvre quelques indices. Une allusion au brigandage au bord de la Loire (ad Ligerem) pourrait faire référence à un soulèvement des bagaudes qui eut lieu dans cette région dans les années 410 et suggère une origine gauloise et, peut-être, une datation au début du Ve siècle. De plus, l'œuvre est adressée et dédiée à un certain Rutilius, qui pourrait être Rutilius Namatianus, un homme illustre et d'un rang social supérieur à celui de l'auteur (vir illustris) ; or, Rutilius Namatianus, qui fut préfet de Rome en 414, était d'origine gallo-romaine (vraisemblablement de la région de Toulouse).
L'identification proposée par Léon Herrmann de l'auteur du Querolus avec le fabuliste Avianus n'a pas convaincu.

## Intrigue
L'intrigue raconte la tentative d'un prétendu magicien, Mandrogerus, de subtiliser à Querolus, un homme pauvre et grincheux, un trésor caché dans sa maison. Le père de Querolus, Euclion, avait, alors qu'il allait mourir à l'étranger, dévoilé l'emplacement du trésor à Mandrogerus ; il était convenu qu'après la mort d'Euclion, Mandrogerus devrait révéler ce trésor à Querolus et en recevrait la moitié en récompense. Au lieu de cela, Mandrogerus trompe Querolus en obtenant de lui l'autorisation de chasser la « mauvaise fortune » – en d'autres termes, le récipient contenant l'or – de la maison. Mais, à l'inspection, ce pot semble être une urne funéraire ne contenant que des cendres. Mandrogerus le renvoie donc dans la maison de Querolus. Il casse et révèle l'or qu'il contenait. Quand Mandrogerus apprend l'existence de l'or, il revient et tente de réclamer la part prévue par son accord avec Euclion ; mais son propre récit le rend sujet à une accusation soit de vol, soit de sacrilège. Finalement, Querolus le prend en pitié et l'autorise à demeurer auprès de lui comme serviteur. 

## Technique théâtrale
Il semble peu probable que l'auteur de la pièce ait attendu qu'elle soit jouée sur scène. Elle devait plus probablement être lue comme un divertissement à un banquet : « J’ai écrit cet ouvrage pour le théâtre et pour les festins » (« nos fabellis atque mensis hunc librum scripsimus »), ; ... (« materia vosmet reficiet, si fatigat lectio »). Mais il est clair que la pièce est écrite de façon à pouvoir être jouée selon les conventions du théâtre antique ; et de nombreux aspects de la technique théâtrale, comme la préparation et les raisons des entrées et des sorties, sont soigneusement observées,.
De nombreuses scènes sont développées bien au-delà de ce qui est requis par l'intrigue, pour leur intérêt propre. La pièce s'ouvre sur une longue discussion entre Querolus et le gardien du foyer, le dieu Lare, qui, dans le style de la philosophie populaire, pousse Querolus à admettre que son mécontentement de la vie est injustifié et qu'il n'y a rien qu'il puisse raisonnablement désirer. L'esclave de Querolus, Pantomalus, tient un long monologue dans lequel il se plaint du caractère déraisonnable de son maître, ce qui révèle en fait sa propre paresse et malhonnêteté. Mandrogerus conseille Querolus à propos des puissances occultes diverses chez qui l'on peut chercher de l'aide, une scène moquant les superstitions, mais qui fait aussi allusion à mots couverts aux fonctionnaires corrompus, dont la faveur doit être achetée.

## Modèles
Il y a plusieurs similitudes entre la pièce et l’Aulularia de Plaute : le personnage grincheux de Querolus ; le récipient contenant l'or ; l'apparition du dieu Lare et son rôle dans la pièce ; l'existence d'un vol. En plus de cela, le grincheux propriétaire de la maison s'appelle Euclion chez Plaute, c'est-à-dire le nom du père de Querolus. Certains voient la pièce comme une sorte de suite à celle de Plaute.

## Métrique et langue
Bien que son texte se présente comme de la prose, l'auteur cherchait clairement à reproduire l'effet des mètres de Plaute. Les phrases se terminent de manière habituelle comme des  septénaires trochaïques ou des sénaires iambiques, tandis qu'en tête l'auteur a tendance à mettre des séquences trochaïques. Au milieu, cependant, la métrique des vers plautiniens n'est préservée qu'exceptionnellement. La langue utilisée présente également de nombreuses réminiscences de la comédie latine archaïque, archaïsmes ou encore imitations ou emprunts de phrases entières.

## Tradition manuscrite
La fin de la pièce manque, bien que l'intrigue soit évidemment complète, et qu'une très petite partie du texte seulement ait été perdue.
Dans les manuscrits, elle est directement suivie de la lex convivalis (en) (également fragmentaire), que certains considèrent comme faisant partie de la pièce.

## Réception
La pièce a eu un certain succès au Moyen Âge et a servi de modèle à Vital de Blois au XIIe siècle pour sa propre Aulularia. La première édition imprimée est celle de P. Daniel, à Paris, en 1564. Depuis la Renaissance, elle a toutefois été largement négligée. Une exception est celle du nouvelliste satirique Thomas Love Peacock, qui lui a consacré un essai dans ses Horae Dramaticae en 1852.

#### Monographies
- Louis Havet, Le Querolus, comédie latine anonyme : examen littéraire de la pièce. Texte en vers restitué d'après un principe nouveau, et traduit pour la première fois en français[18] (Thèse, Lettres, Paris, 1880), Paris, F. Vieweg, coll. « Bibliothèque de l'École des hautes études. Sciences philologiques et historiques, 41 », 1880, viii-363 p..

#### Éditions
- (la) G. Ranstrand, Querolus sive Aulularia, Incerti Auctoris Comoedia una cum Indice Verborum[19], Göteborg, 1951 ;
- C. Jacquemard-Le Saos, Querolus (Aulularia)[20], Paris, Les Belles Lettres, coll. « CUF », 1994.

#### Traductions
- (en) G. E. Duckworth, The Complete Roman Drama, vol. II, New York, Random House, 1952, 891-952 p..

#### Études
- (de) S. Cavallin, « Bemerkungen zu Querolus », Eranos, vol. 49,‎ 1951, p. 137-58 ;
- Léon Herrmann, « L'auteur du Querolus », Revue belge de philologie et d'histoire, vol. 26,‎ 1948, p. 538-540 (lire en ligne) ;
- (de) J. Küppers, « Zum “Querolus” (p. 17.7-22 R) und seiner Datierung », Philologus, vol. 123,‎ 1979, p. 303-323 ;
- (de) J. Küppers, « Die spätantike Prosakomödie “Querolus sive Aulularia” und das Problem ihrer Vorlagen », Philologus, vol. 133,‎ 1989, p. 82-103.